# Notes from Underground
Notes from Underground és una pel·lícula d'humor negre del 1997 dirigida i escrita per Gary Walkow. És una adaptació de la novel·la de Fiódor Dostoievski Apunts del subsòl.

## Repartiment[3]
- Henry Czerny com a The Underground Man
- Sheryl Lee com a Liza
- Charles Stratton com a Jerry
- Geoffrey Rivas com a Tom